# Scopula taurilibanotica
Scopula taurilibanotica là một loài bướm đêm trong họ Geometridae.